# 조성기 (1951년)
조성기(趙星基, 1951년 3월 30일 ~ )는 대한민국의 작가, 소설가, 교육자이다. 경상남도 고성 출신. 신춘문예로 등단하였으며 대표작으로는 야훼의 밤 등이 있다.

## 생애
경남 고성에서 출생하였으며, 1971년 단편 〈만화경(萬華鏡)〉이 《동아일보》 신춘문예에 당선되어 등단했다. 주요 작품으로 《근조절기(謹早節期)》,《라하트 하헤렙》, 1970년대 대학생성경읽기선교회의 실태를 밝힌《야훼의 밤》 등이 있다. 미성숙한 개인이 세계 안에서 주체적인 인간으로 살아가는 과정을 그려내면서 삶의 근원적인 자각을 다루는 작가로 알려져 있다. 이상문학상 등을 수상하였다.

## 주요 작품
장편소설 《천년동안의 고독》, 《에덴의 불칼》
창작집 《왕과 개》, 《통도사 가는 길》

## 상훈 경력
- 이상문학상
- 오늘의 작가상(1985)
- 기독교문화상(1986)

1. ↑  “나의 文學靑年 시절 ⑩ 소설가 趙星基”.